# Este (woreda)
Pour les articles homonymes, voir Este (homonymie).
Cet article court présente un sujet plus développé dans : Mirab Este et Misraq Este.
Este est un ancien woreda du nord de l'Éthiopie situé dans la zone Debub Gondar (Sud Gondar) de la région Amhara.
Également connu sous le nom d'Esite, il s'étendait au sud jusqu'au Nil Bleu qui le séparait des zones Mirab Godjam et Misraq Godjam.
Il s'est scindé, avant le recensement national de 2007, en deux woredas appelés Mirab Este et Misraq Este.